# Фёдоров, Владимир Дмитриевич (Герой Советского Союза)
Владимир Дмитриевич Фёдоров (1920—1998) — старшина 1-й статьи Военно-морского флота СССР, участник Великой Отечественной войны, Герой Советского Союза (1945).

## Биография
Владимир Фёдоров родился 20 июля 1920 года в Смоленске. В 1934 году переехал в Москву. После окончания девяти классов школы работал слесарем на заводе. В декабре 1939 года Фёдоров был призван на службу в Военно-морской флот СССР. Окончил учебный отряд и спецкурсы Балтийского флота. С начала Великой Отечественной войны — в действующих частях.
Старшина 2-й статьи Владимир Фёдоров воевал разведчиком разведотдела штаба Балтийского флота. Многократно переходил линию фронта и действовал во вражеском тылу, добывая важнейшие для командования сведения в районе Петергофа, а также в Прибалтике и на северном побережье Финского залива. В августе 1944 года разведгруппа Фёдорова обнаружила и передала командованию координаты строящихся для обстрела Ленинграда площадок для ракет ФАУ-2, которые благодаря этому были уничтожены. Противник знал о деятельности группы Фёдорова и назначило за каждого из её членов большую награду. Во время очередной облавы она оказалась в окружении, но была спасена наступающими советскими частями.
Указом Президиума Верховного Совета СССР от 6 марта 1945 года за «образцовое выполнение боевых заданий командования на фронте борьбы с немецкими захватчиками и проявленные при этом мужество и героизм» старшина 2-й статьи Владимир Фёдоров был удостоен высокого звания Героя Советского Союза с вручением ордена Ленина и медали «Золотая Звезда» за номером 7261.
В 1947 году в звании старшины 1-й статьи Фёдоров был демобилизован. Проживал и работал в Москве. Скончался 28 апреля 1998 года, похоронен на Калитниковском кладбище Москвы.
Был также награждён орденами Красного Знамени и Отечественной войны 1-й степени, рядом медалей.